# 6 Dywizja Piechoty (Imperium Rosyjskie)
6 Dywizja Piechoty (ros. 6-я пехотная дивизия) – dywizja piechoty Armii Imperium Rosyjskiego, w tym okresu działań zbrojnych I wojny światowej.

## Charakterystyka
Na początku lat 30. XIX w. dokonano reorganizacji rosyjskiej piechoty. Zmniejszono liczbę dywizji i zmieniono ich numerację. 29 stycznia 1833 7 Dywizja Piechoty stała się 6 Dywizją Piechoty. 

Wchodziła w skład 15 Korpusu Armijnego a jej sztab w 1914 mieścił się w Ostrowi Mazowieckiej. W tym czasie dywizja etatowo posiadała cztery pułki po cztery bataliony oraz brygadę artylerii polowej z 6 bateriami po 8 dział. Doświadczenie zdobyte podczas walk na frontach I wojny światowej  skutkowało zmianami organizacyjnymi. Zimą z 1916 na 1917 rozpoczęto reorganizację dywizji piechoty. Zredukowano liczbę batalionów z 16 do 12 i zmniejszono liczbę dział polowych na mniej aktywnych odcinkach frontu.
W latach 1861–1862 kwatermistrzem dywizji był Jarosław Dąbrowski.

## Struktura organizacyjna
Organizacja w 1914
- 1 Brygada Piechoty (Ostrołęka)
  - 21 Muromski pułk piechoty (Różan)
  - 22 Niżegorodzki pułk piechoty (Ostrołęka),
- 2 Brygada Piechoty (Ostrów)
  - 23 Niżowski pułk piechoty (Ostrów)
  - 24 Symbirski pułk piechoty (Ostrów)
- 6 Brygada Artylerii (Ostrów)